# Haunzenbergersöll
Das Pfarrdorf Haunzenbergersöll liegt im westlichen Isar-Inn-Hügelland des bayerischen Alpenvorlandes in einer Talsenke, die vom Eschlbach gebildet wird, einem linken Zufluss der Rott, die links in den Inn fließt.
Es ist Teil der „strukturreichen Kulturlandschaft“ und der „schutzwürdigen Landschaft mit Defiziten“ des „Landschaftsraums Rottal und Hügelland um Taufkirchen“ in der Großlandschaft Alpenvorraum nach der Klassifizierung des Bundesamts für Naturschutz.
Außerdem gehört Haunzenbergersöll zum „unzerschnittenen verkehrsarmen Raum Isar-Inn-Hügelland zwischen Velden und Neumarkt-Sankt Veit“ nach der Klassifizierung des Bayerischen Landesamts für Umwelt.
Das Dorf befindet sich am Südrand der Planungsregion Landshut des Bayerischen Landesentwicklungsprogramms.
Politisch gehört Haunzenbergersöll zur Gemeinde Bodenkirchen.
Die römisch-katholische Pfarrei St. Johannes der Täufer in Haunzenbergersöll ist Teil des Pfarrverbands Schönberg im Dekanat Mühldorf am Inn in der Seelsorgsregion Nord des Erzbistums München und Freising.

## Geschichte
Unsicher ist die erste historische Erwähnung des Dorfes. Da der Ortsname Haunzenbergersöll eindeutig aus den beiden Bestandteilen Haunzenberger und Söll (Letzterer bis heute die Kurzform des Ortsnamens) gebildet wird, sind zwei Linien zurückzuverfolgen.
Das Adelsgeschlecht der Hau(n)zenberger konnte bislang bis in die erste Hälfte des 12. Jahrhunderts zurück ermittelt werden und ist als Ministerialengeschlecht des Bistums Passau anzusprechen. Im Raum des späteren Dorfes Haunzenbergersöll trat erstmals 1370 ein Thomas von Hautzenberg als Pflegrichter von Neumarkt an der Rott auf.
Der Namensbestandteil Söll erschien möglicherweise als „Sel“ erstmals 1231 im ersten bayerischen Herzogsurbar.
Beide Namensbestandteile kamen zusammen erst unter Martin Hautzenberger vor, der ab 1454 urkundlich nachweisbar ist und dessen Grabstein von 1469 sich an der Pfarrkirche in Haunzenbergersöll erhalten hat.
Um 1470 war Haunzenbergersöll eine geschlossene Hofmark (Niedergerichtsbezirk der Haunzenberger-Seitenlinie Söll). Die Hofmarksherrschaft kam 1609 zu gleichen Teilen zu den Adeligen Tabertshofer und Neuhaus und im Jahr 1628 als Ganzes zu den Adeligen von Neuhaus auf Zangberg bis 1807.
Im Jahr 1820 wurde im Königreich Bayern eine eigene politische Gemeinde Haunzenbergersöll gebildet, aber schon 1828 (offiziell erst 1849) wurde der Ort aus fiskalischen Gründen zur Nachbargemeinde Bodenkirchen geschlagen.

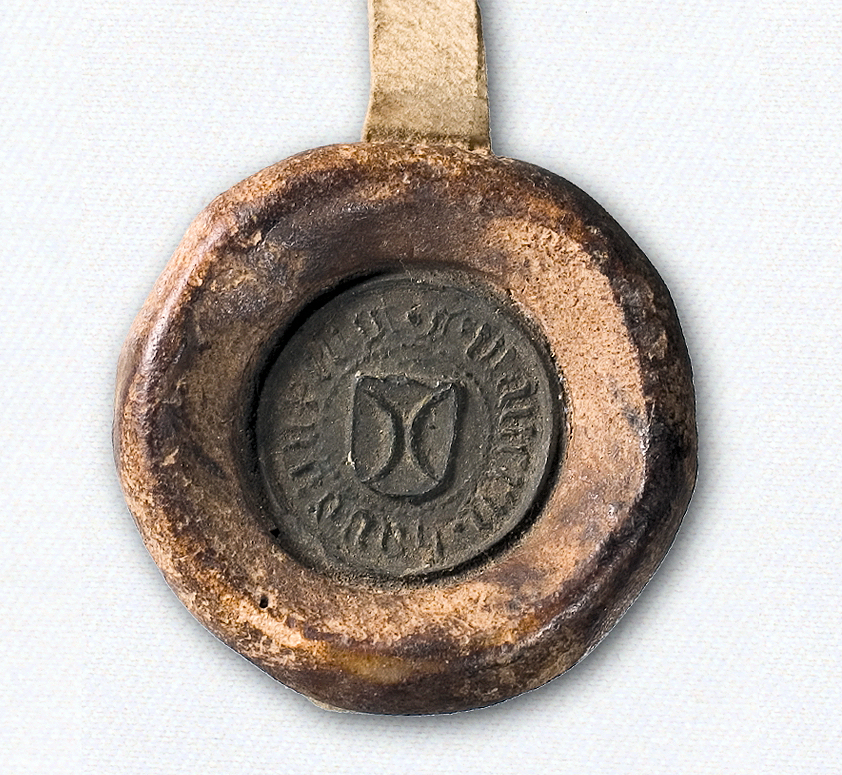
Siegel des Martin Hautzenperger an einer Urkunde von 1463

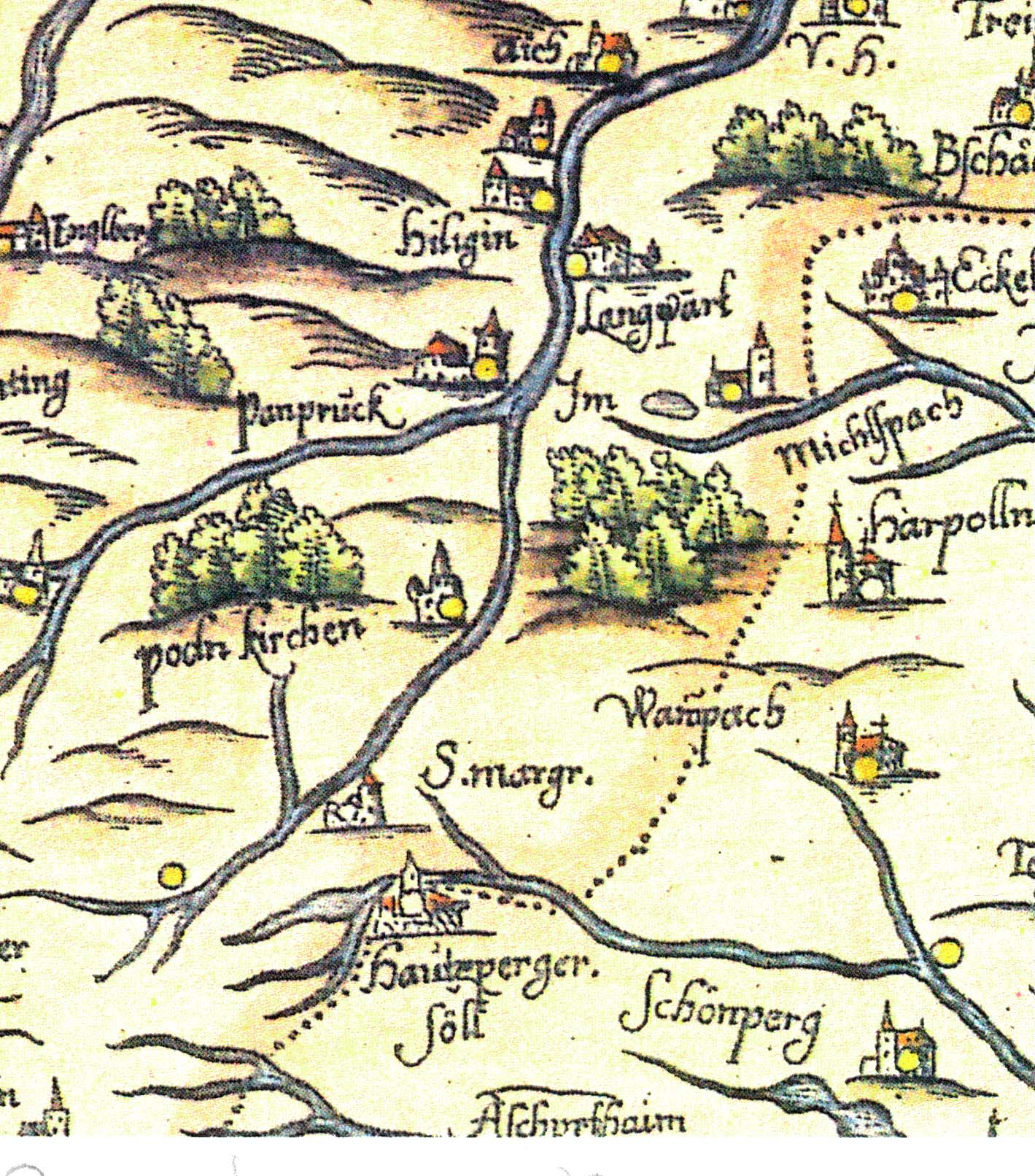
Haunzenbergersöll auf den Bayerischen Landtafeln von 1563

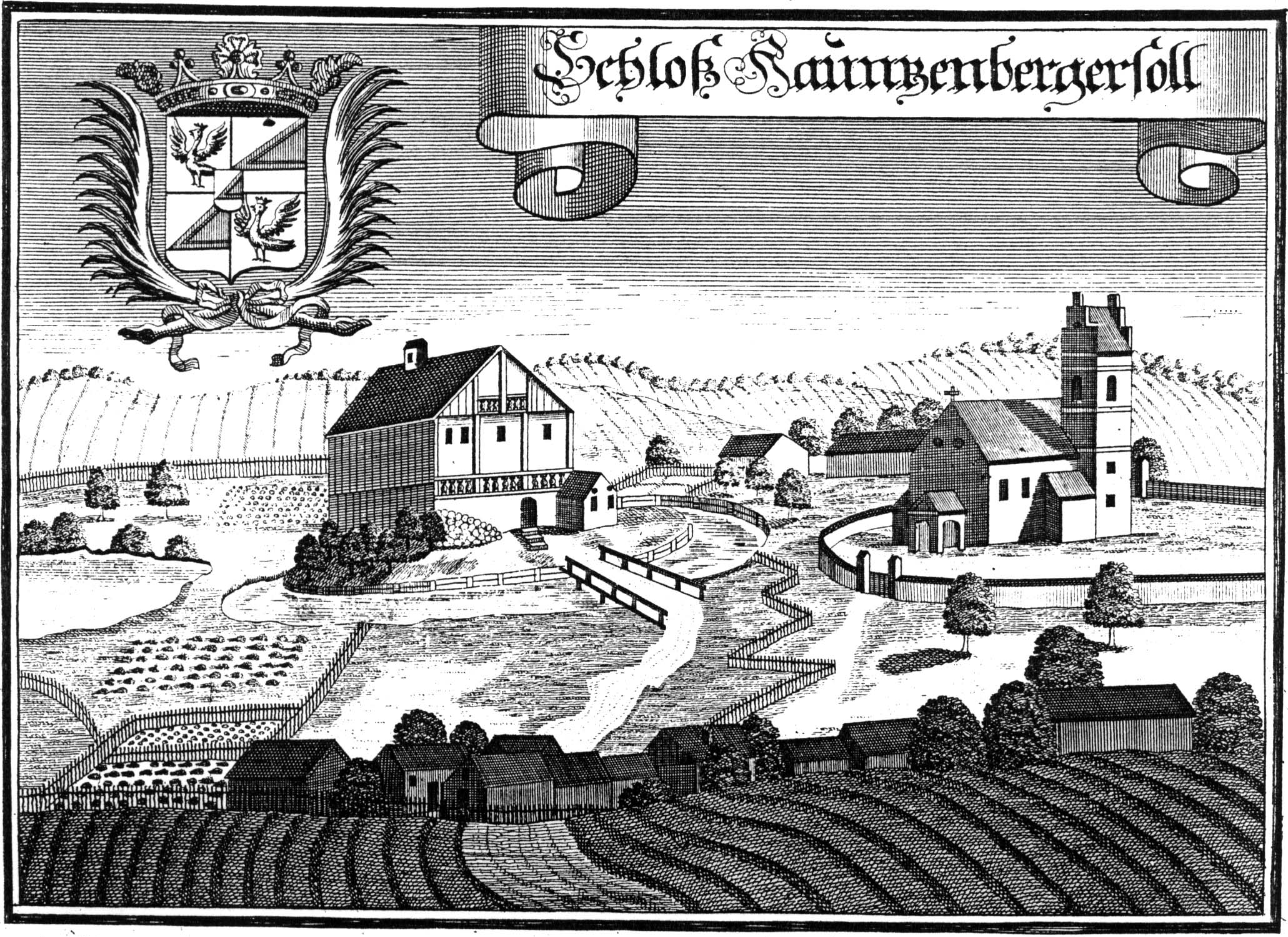
Hofmark Haunzenbergersöll auf dem Wening-Stich von 1710

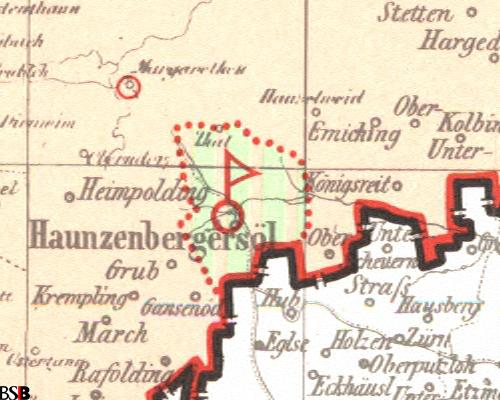
Grenzen der Hofmark Haunzenbergersöll im 18. Jahrhundert

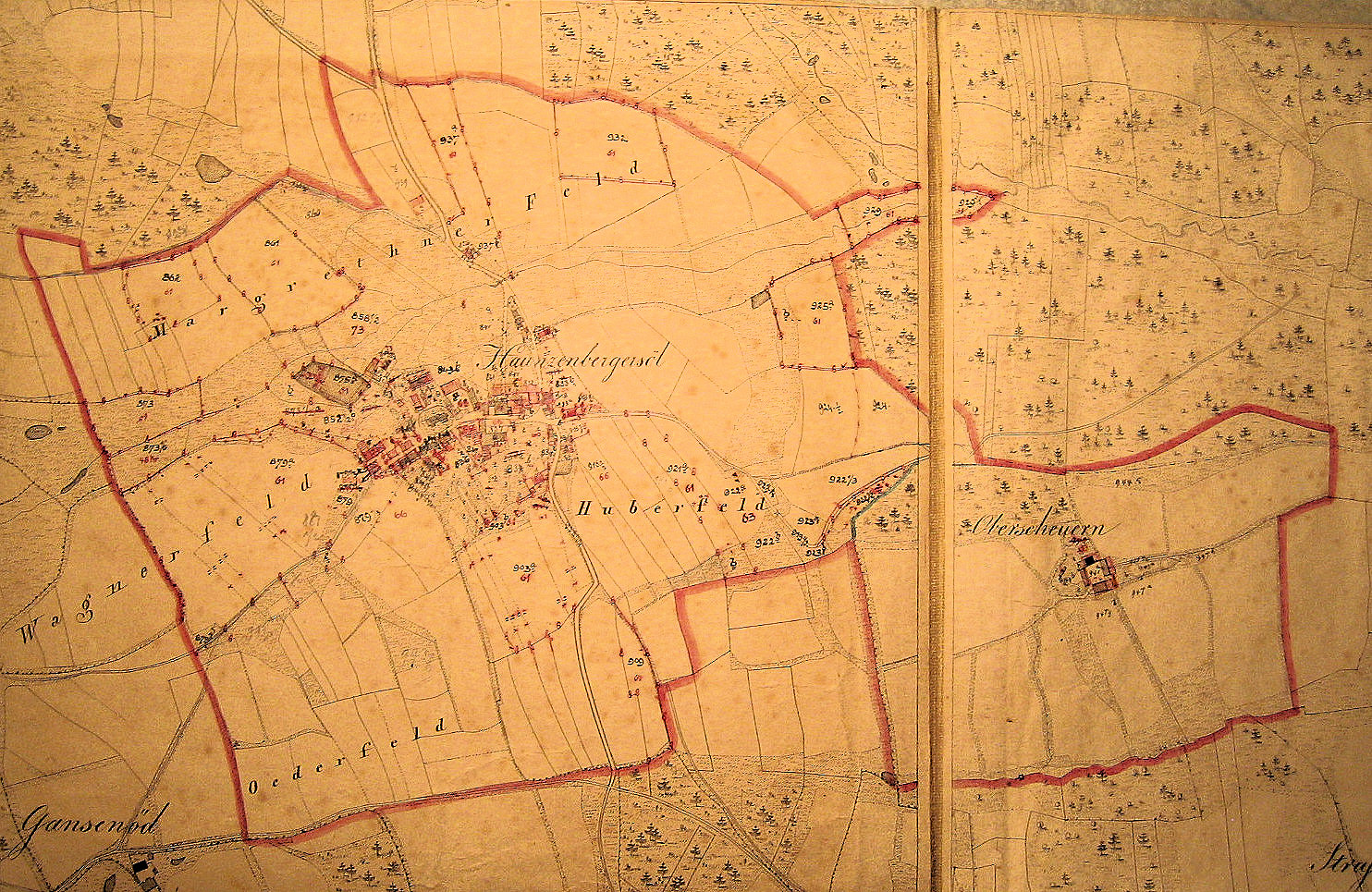
Grenzen der Gemeinde Haunzenbergersöll (1820–28/49)

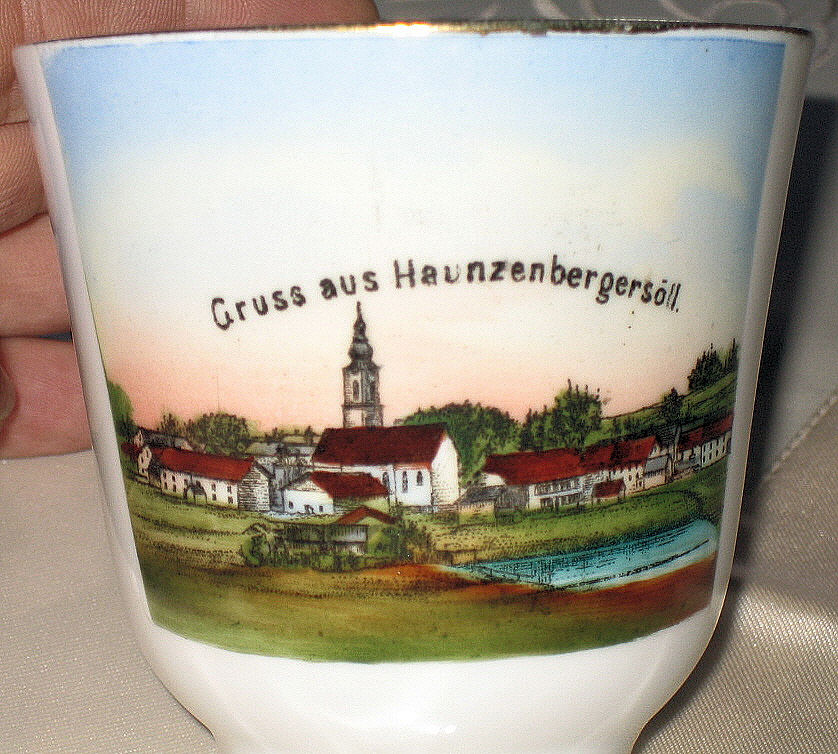
Haunzenbergersöll 1900

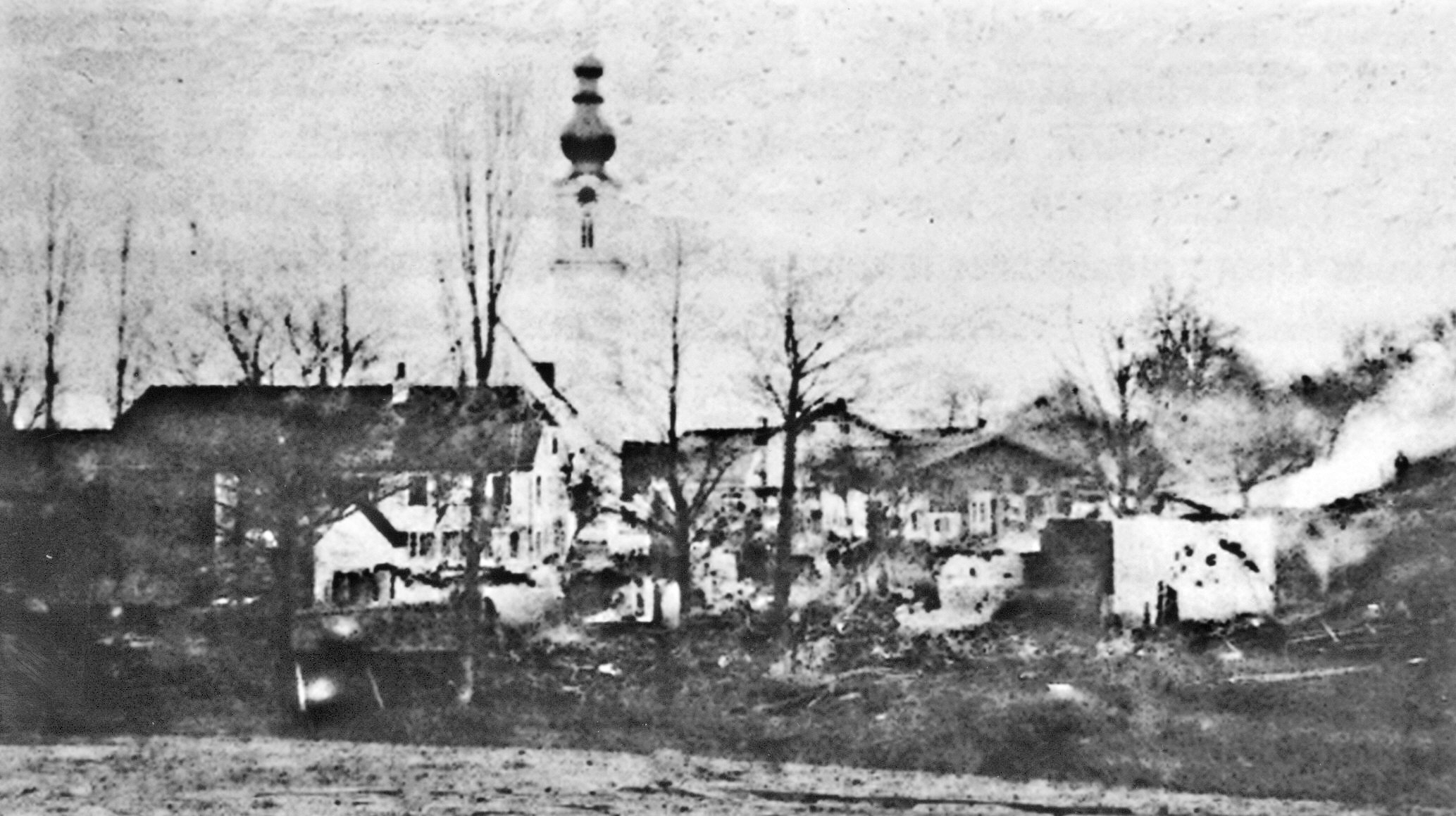
Haunzenbergersöll nach dem Dorfbrand 1902

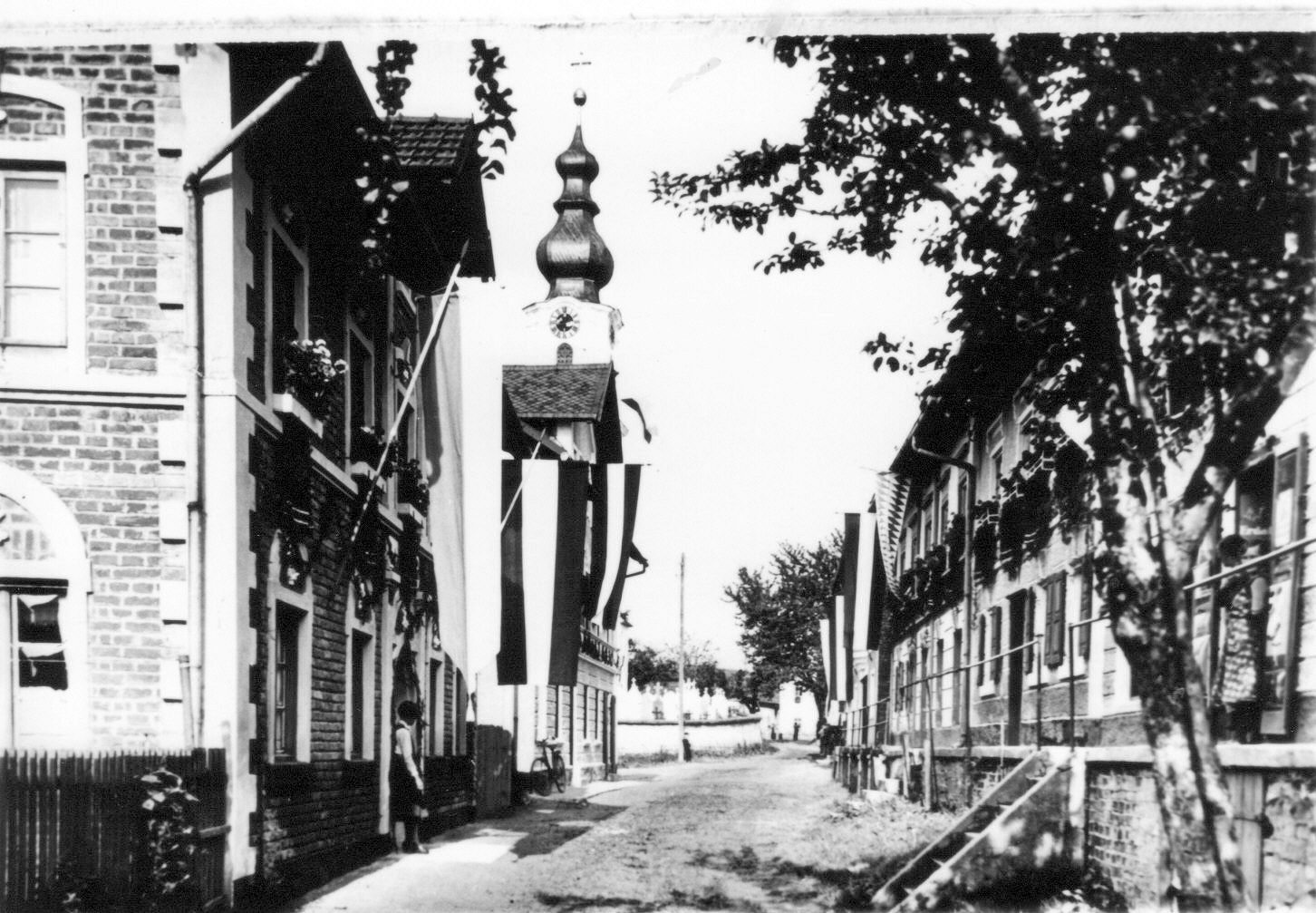
Denkmalensemble Westliche Hofmarkstraße. Wiederaufbau nach dem Brand von 1902 (Foto von 1950)

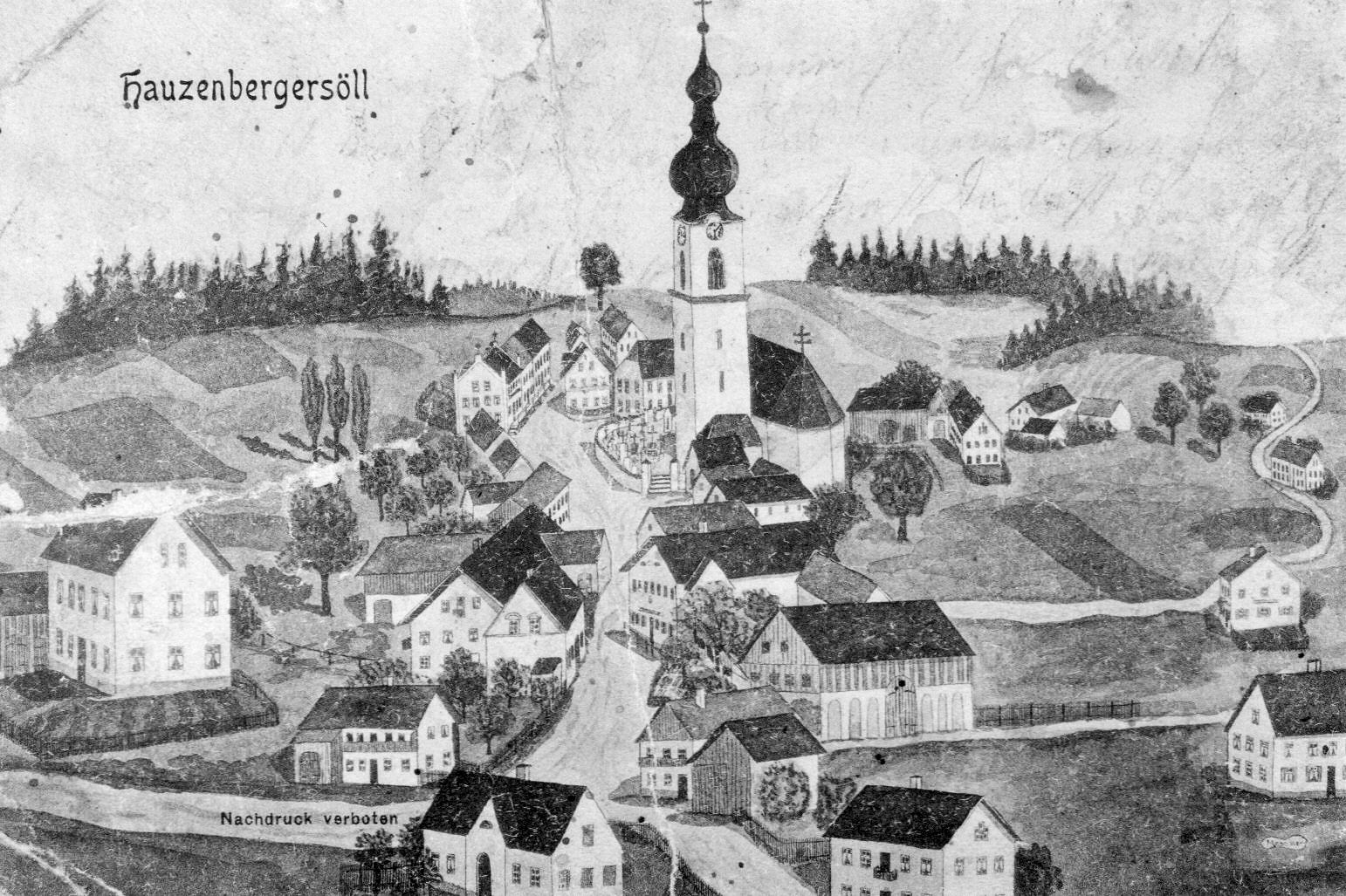
Haunzenbergersöll 1904

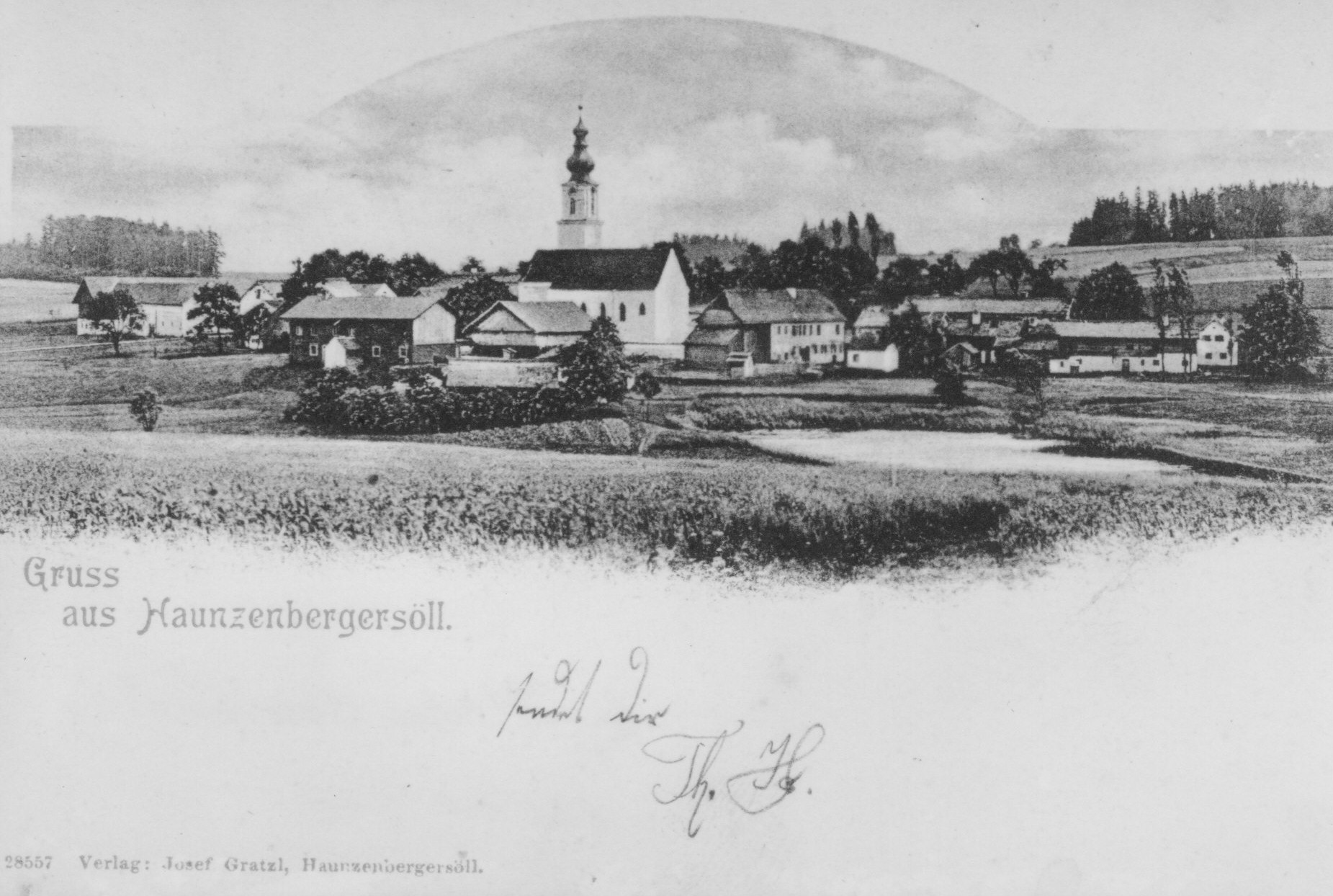
Haunzenbergersöll 1916

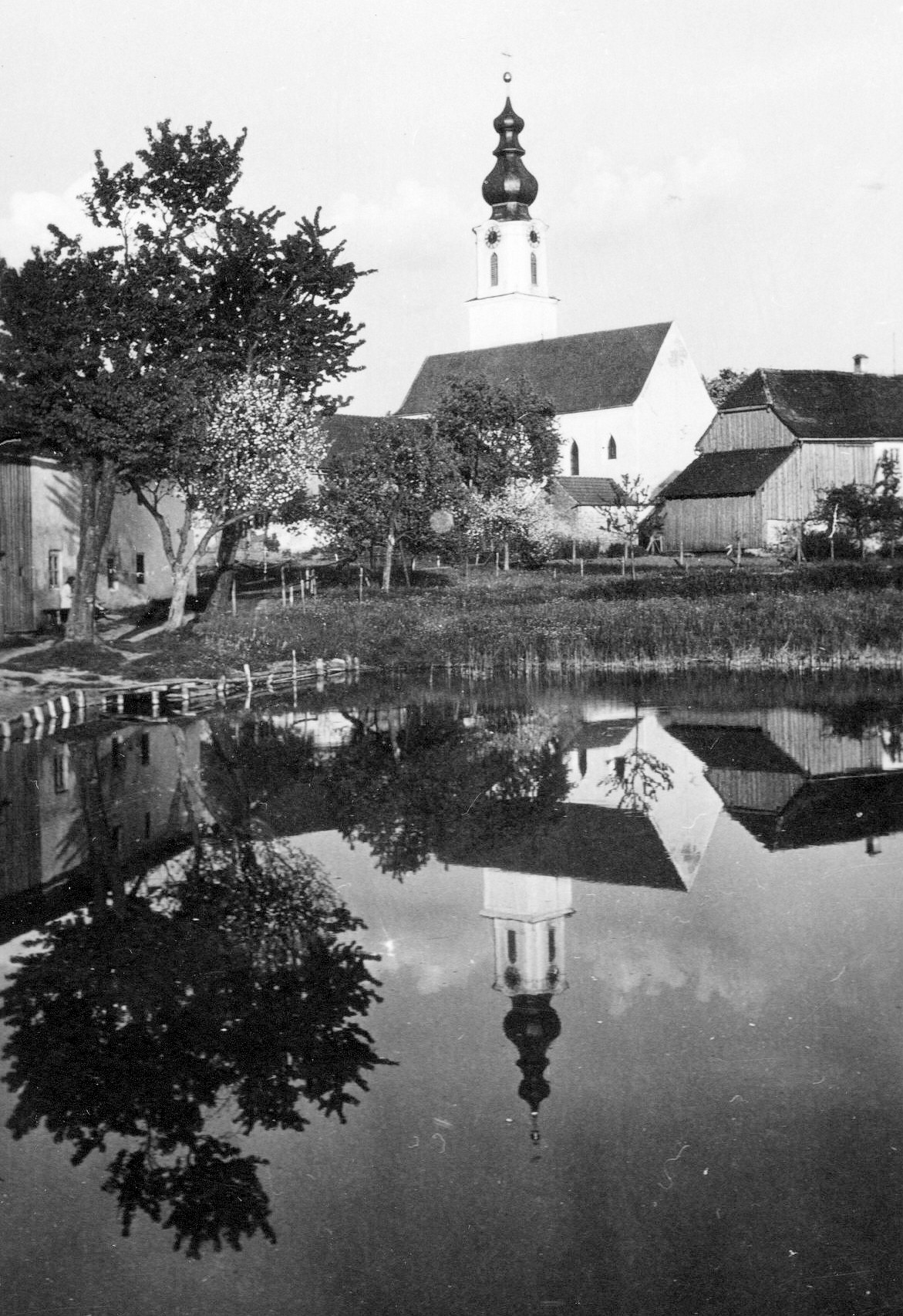
Die Pfarrkirche St. Johannes der Täufer spiegelt sich im Wirtsweiher (Foto von 1956)

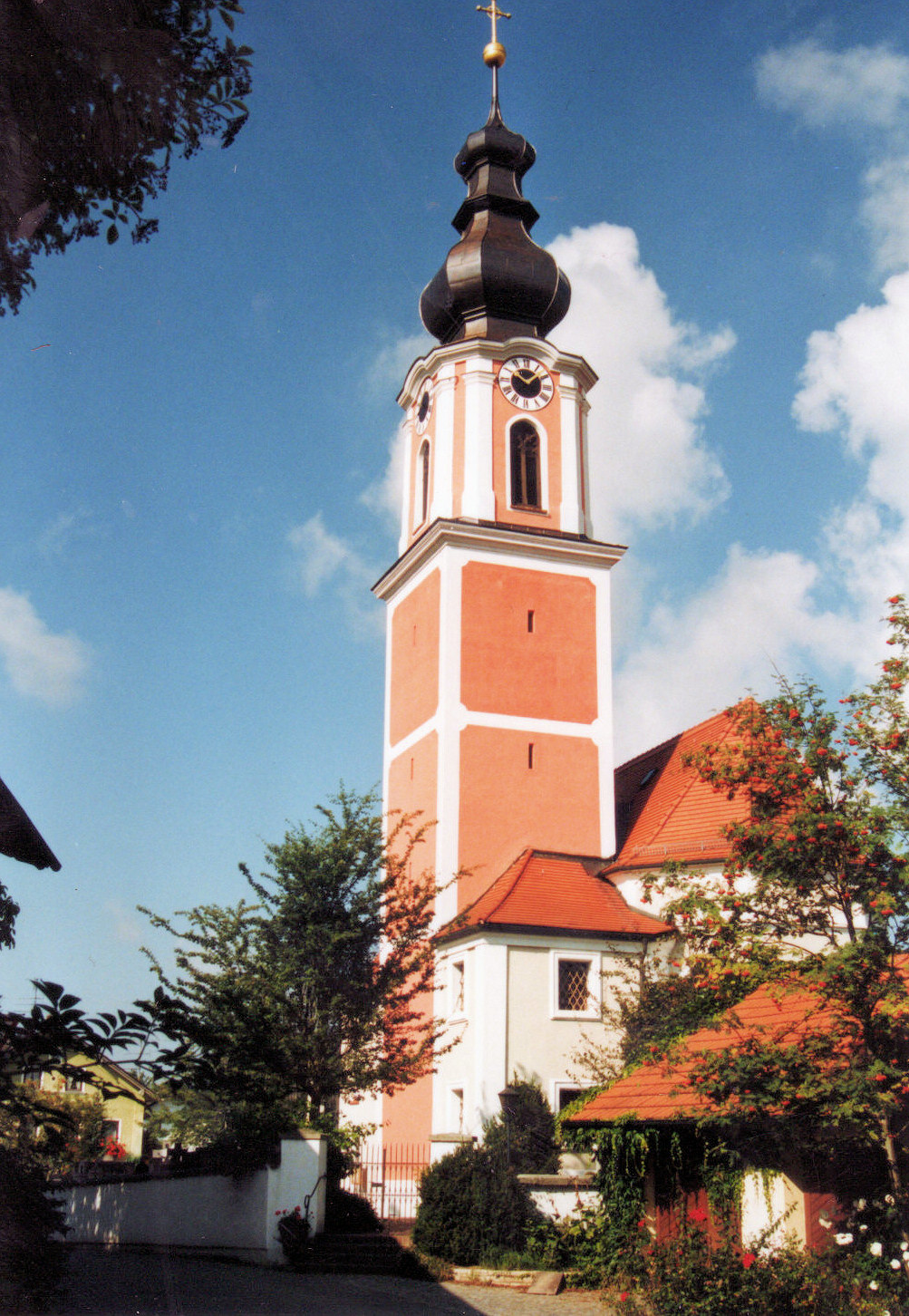
Rokoko-Kirchturm der Pfarrkirche St. Johannes der Täufer von 1791

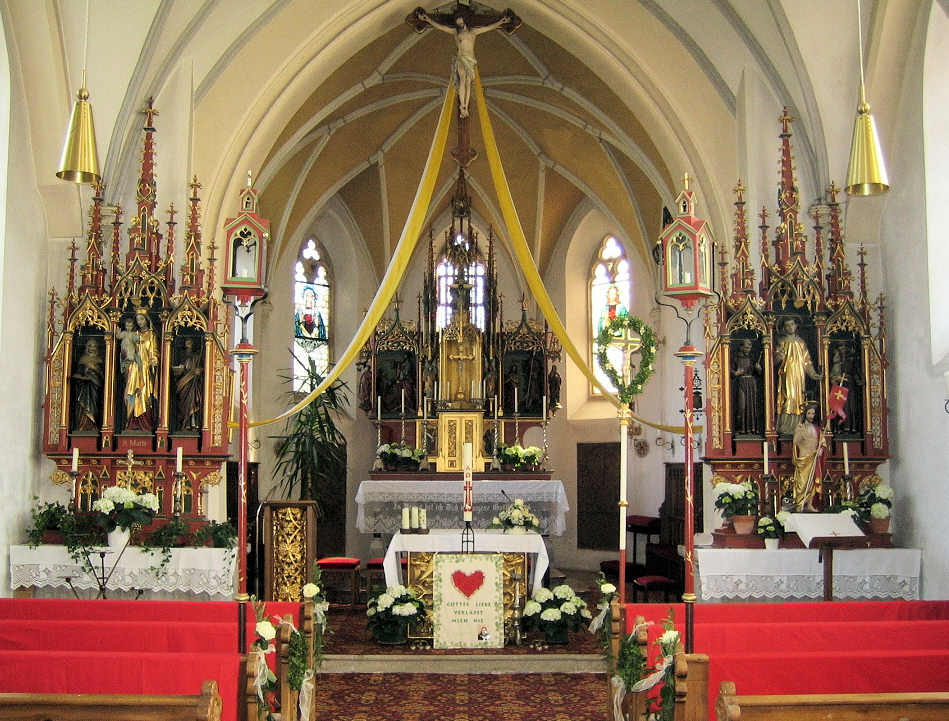
Neogotische Ausstattung der Pfarrkirche St. Johannes der Täufer von 1887/98

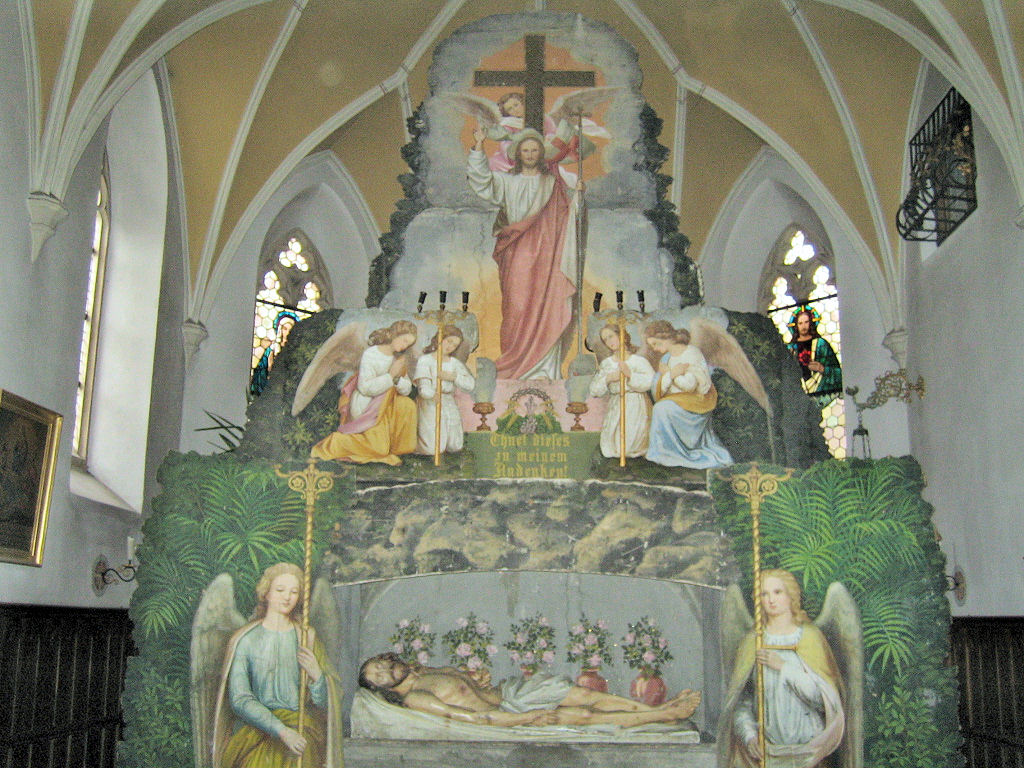
Heiliges Grab (um 1870) in der Pfarrkirche (Neuaufstellung 2008)

## Chronik
- 1130 Nennung von „Wernhardus et Rupertus de Huzenberge“ (Traditionen des Bistums Passau)
- 1231 erstes bayerisches Herzogsurbar, Nennung von „Sel“ (Haunzenbergersöll?)
- 1254–1282 „Ulricus de Hautzenperge“ (Ministeriale des Passauer Bischofs Otto von Lonsdorf)
- 1314 Erwähnung der umliegenden Weiler und Einöden Eglso (in Karte:⊙), Kremping (⊙), Oberscheuern (⊙) und Unterscheuern (⊙) und Hausberg (⊙) unter den Orten, die Abgaben an das Augustiner-Chorherren-Stift Au am Inn leisten mussten.
- 1370 Thomas von Hautzenberg war Pflegrichter in Neumarkt an der Rott.
- 1389 Johann Hautzenberger saß im Dorf Teising (auf Karte:⊙) bei Neumarkt an der Rott.
- 1398 Ulrich Hautzenberger (sein Sohn) verkaufte Teising.
- 1409 Ulrich der Haunzenberger verkaufte den Weiler Thal (hin Karte hier:⊙) an das Kloster Sankt Veit bei Neumarkt an der Rott.
- 1443 Oswald Hautzenberger war Rentmeister in Landshut.
- 1454–69 Martin Hautzenberger zu Söll (Grabstein rechts neben den Kirchenportal)
- 1460 Bau der spätgotischen Kirche St. Johannes der Täufer
- 1470 Haunzenbergersöll wurde selbständiger Edelsitz und bestand aus einem Schloss mit Weiher und der Hofmark mit 14 Anwesen: 2 Bauern, Wirt, Schmied, Bader, Mesner, Schuster und mehrere kleinere Häuser.
- 1504 Jakob Hautzenberger zu Söll war Kastner zu Neumarkt an der Rott.
- 1515 am 25. Februar stifteten die Brüder Georg, Friedrich und Jakob Hautzenberger zu Söll ein Benefizium mit Kaplan an den Altären der heiligen Anna und des heiligen Sebastian in der Kirche St. Johannes der Täufer in Haunzenbergersöll.
- 1516 Georg, Sohn des Jakob Hautzenberger zu Söll, war Kastner zu Neumarkt an der Rott.
- 1518 Grabstein für den ersten Söller Kaplan Stefan Tyllmersch im Langhaus der Kirche
- 1563 die Bayerischen Landtafeln von Philipp Apian erwähnen in Kremping (in Karte:⊙) einen Hof, in Haunzenbergersöll eine Kirche
- 1586 Marmorepitaph des Christoff Hautzenberger zu Söll im Chor der Kirche (rechts)
- 1609 Hofmark Haunzenbergersöll ging jeweils zur Hälfte an die Tabertshofer und die Neuhaus.
- 1622 Marmorepitaph des Friedrich Hautzenberger zu Söll im Chor der Kirche (links)
- 1628 Hofmark Haunzenbergersöll: Die Hälfte der Tabertshofer ging an die Neuhaus auf Zangberg (bis 1807).
- 1636 Sebastian Hautzenberger zu Söll (Pflegrichter in Straubing) starb als Letzter im Mannesstamm der Linie Söll.
- 1710 Bayerische Topographie des Michael Wening: Kupferstich von Haunzenbergersöll
- 1776 die Kirche wurde mit Wandmalereien ausgestattet.
- 1790 die Kirche bekam einen neuen Hochaltar, zwei Seitenaltäre und eine neue Kanzel.
- 1791 Bau des Rokoko-Kirchturms
- 1807 Tod der letzten Neuhaus: Maria Josefa Gräfin von der Wahl
- 1810 Das Hofmarkschloss Haunzenbergersöll wurde abgebrochen.
- 1812 das bayerische Urkataster auf Kalksteinplatten zeigte Haunzenbergersöll und seine Umgebung.
- 1820 die Gemeinden Haunzenbergersöll, Bodenkirchen, Bonbruck, Aich, Binabiburg und Rothenwörth (alle heute zu Bodenkirchen) wurden gebildet.
- 1828 Auflösungsverfahren der zu kleinen Gemeinde Haunzenbergersöll und ihre Zuweisung zur Gemeinde Bodenkirchen
- 1843 eine Vermessung von Haunzenbergersöll erstellte den alten Dorfplan.
- 1844 Frieselfieber in Haunzenbergersöll und Schönberg: seitdem Bittgang am 1. Mai nach Michaelhölzl (in Karte:⊙)
- 1849 Offizielle Eingemeindung von Haunzenbergersöll nach Bodenkirchen
- 1868 Hagelschlag-Katastrophe: seitdem Bittgang zur Wallfahrtskirche Maria-Hilf in Vilsbiburg
- 1887–98 Neo-Gotisierung der Kirche
- 1893 Gründung der Freiwilligen Feuerwehr
- 1897 der Schützenverein wurde nach 15-jähriger Pause neu gegründet.
- 1902 ein schwerer Dorfbrand zerstörte den westlichen Teil Haunzenbergersölls.
- 1908 Errichtung der römisch-katholischen Expositur Haunzenbergersöll der Pfarrei Schönberg
- 1910 elektrisches Licht im oberen Binatal: Durch die Errichtung einer elektrischen Licht- und Kraftstation beim Sägewerk Pfistershammer in Bodenkirchen wird auch Haunzenbergersöll mit Strom versorgt.
- 1910 Gründung des Radlervereins All Heil
- 1920 Gründung des Kleinkaliber-Schützenvereins
- 1922 Gründung der Krieger- und Soldatenkameradschaft
- 1952 am 1. Januar wurde die Expositur Haunzenbergersöll zur römisch-katholischen Pfarrei Haunzenbergersöll erhoben.
- 1965 eine Umgehungsstraße wurde gebaut und asphaltiert.
- 1968 am 6. September wurde vom Bayerischen Staatsministerium des Innern der Gemeinde Bodenkirchen ein neues Gemeindewappen zuerkannt, das vor allem aus den Halbmonden des Adelsgeschlechts der Hau(n)zenberger besteht. Der Wappenbrief beschreibt es: „In Silber zwischen zwei abgekehrten schwarzen Halbmonden ein oben und unten durchgehendes blaues Kreuz“.
- 1975 Fund eines prähistorischen Mammut-Stoßzahns beim Ausbaggern eines Weihers bei Thal (in Karte:⊙), heute ausgestellt im Heimatmuseum Vilsbiburg.
- 1978–1981 Renovierung der Pfarrkirche in drei Bauabschnitten
- 1979 erstes Dorffest
- 1980 zweites Dorffest
- 1981 die Schule Haunzenbergersöll, Zweigstelle der Volksschule Bodenkirchen, wurde aufgelöst.
- 1982 Niederbayern-Sieger im Wettbewerb Unser Dorf soll schöner werden
- 1986 drittes Dorffest mit Sängertreffen
- 1988 Einführung von zum Teil historischen Straßennamen
- 1991 Pfarrheim-Einweihung nach Umbau des alten Pfarrhauses
- 1998 Eingliederung der Pfarrei in den Pfarrverband Schönberg[7]
- 2000 „Bayerns kleinstes Volksfest“ in Haunzenbergersöll
- 2008 Wiedererrichtung des Heiligen Grabes von um 1900 in der Pfarrkirche St. Johannes der Täufer und Passionskonzert des Kirchenchors

## Denkmäler
In die Liste der geschützten Denkmäler ist der südwestliche Teil der Hofmarkstraße eingetragen. Das Bayerische Landesamt für Denkmalpflege beschreibt ihn folgendermaßen beschrieben:
„Das Ensemble umfasst den südwestlichen Teil des Dorfes, der als ein gerader, in die Flur führender Gassenzug mit geschlossener Bebauung ausgebildet ist. Zwei kleinere Wohnhäuser mit Flachsatteldächern, 18./19. Jh., sind der älteste Bestand dieser im Kern wohl planmäßigen Anlage des Dorfes, das ehemals Teil einer Hofmark war; das Schloss gegenüber ist abgegangen. Die Bauten im Westen entstanden nach einem Ortsbrand 1902 und wurden in historisierenden Formen errichtet. Die in ihrer Aufwendigkeit und Erscheinung städtisch anmutenden Gebäude gehen auf die Tradition der hofmärkischen Handwerkersiedlung zurück.“
Zur Pfarrkirche St. Johannes der Täufer befindet sich dort diese Eintragung:
„Katholische Kirche St. Johann Baptist, spätgotische Anlage, 2. Hälfte 15. Jh., Turm 1791 erhöht; mit Ausstattung; Friedhof mit Ummauerung.“

## Literatur

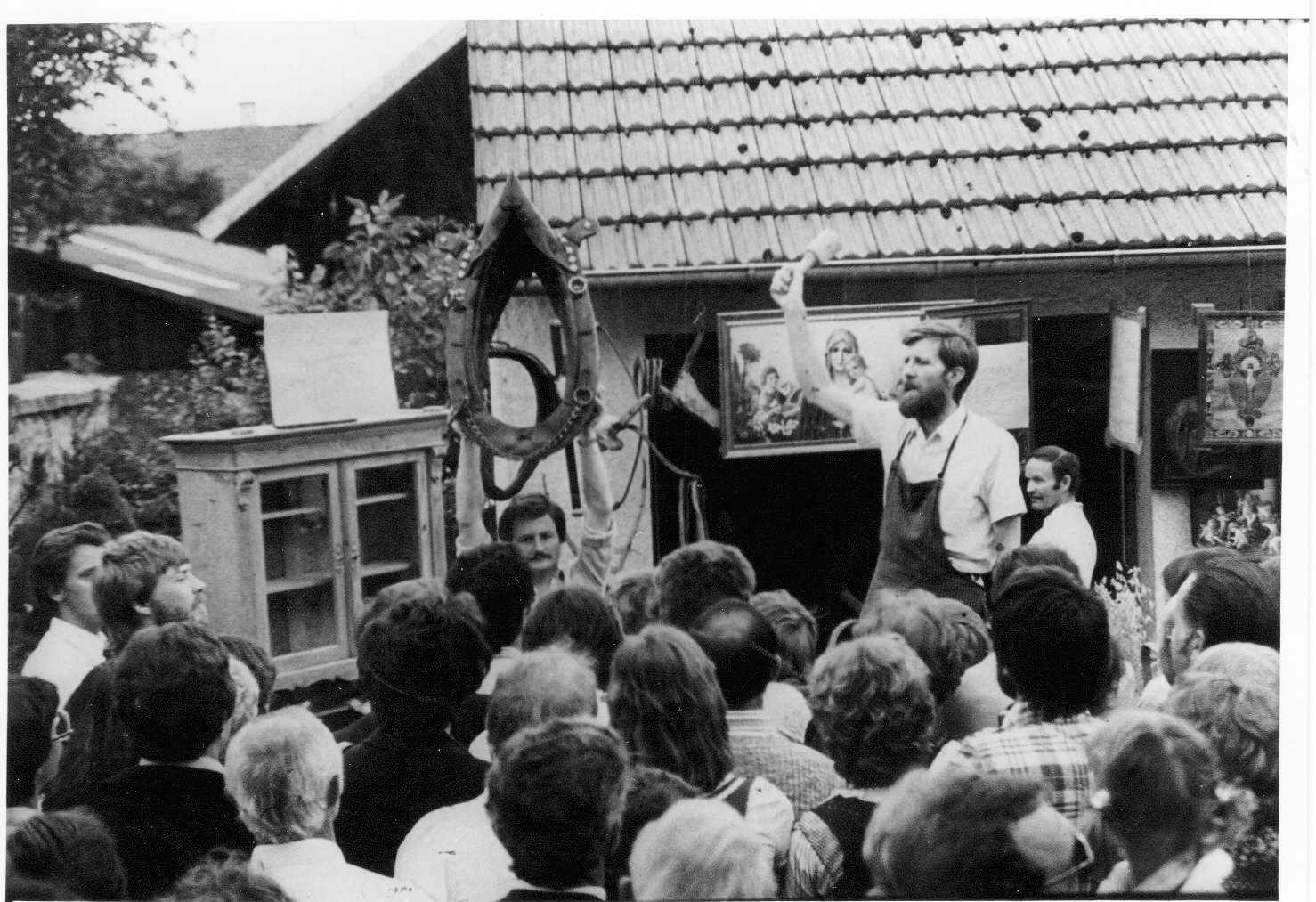
Versteigerung beim Dorffest 1981
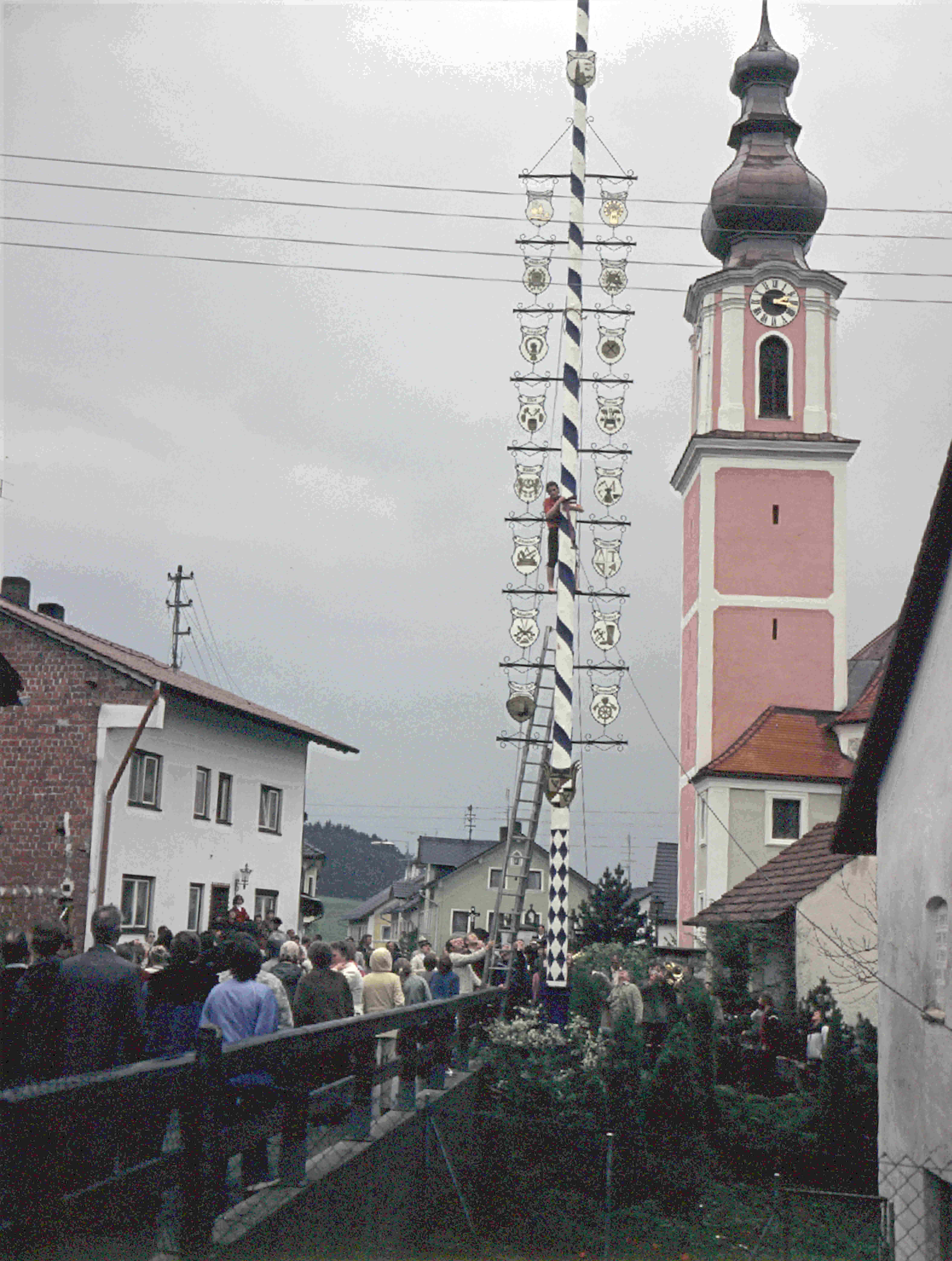
Maibaum-Aufstellen 1982
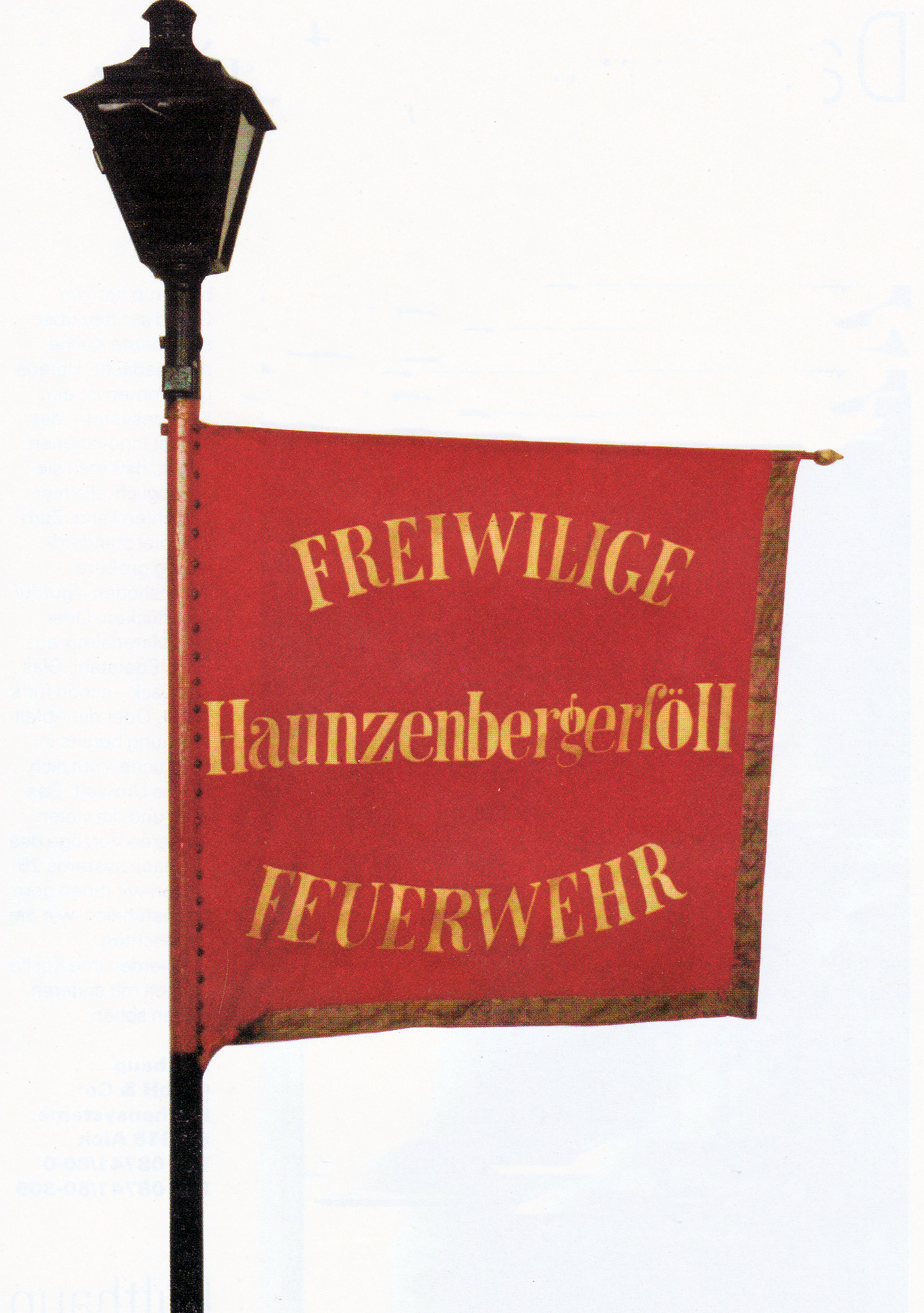
Historische Standarte der Freiwilligen Feuerwehr von 1893
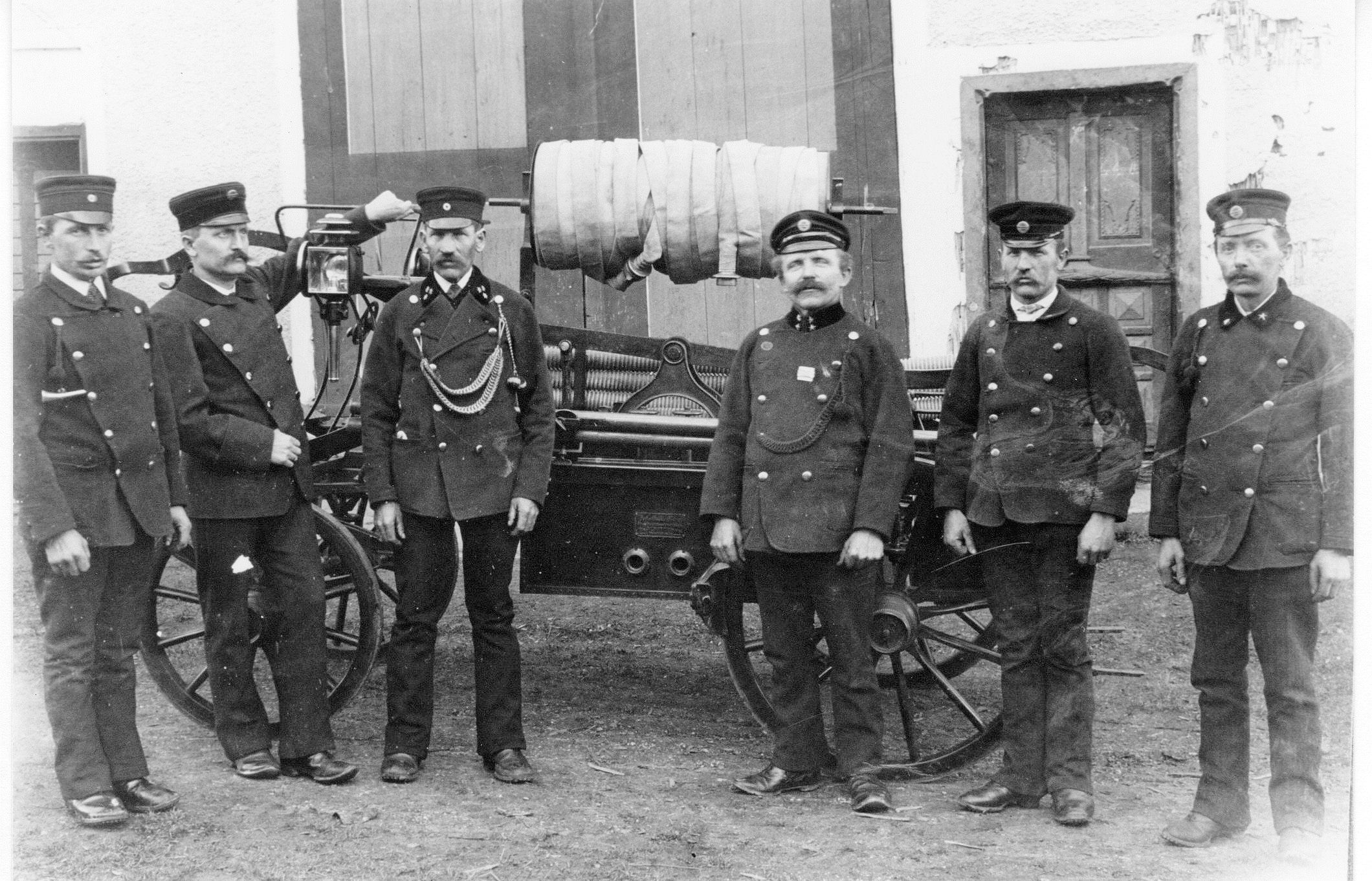
Freiwillige Feuerwehr 1925
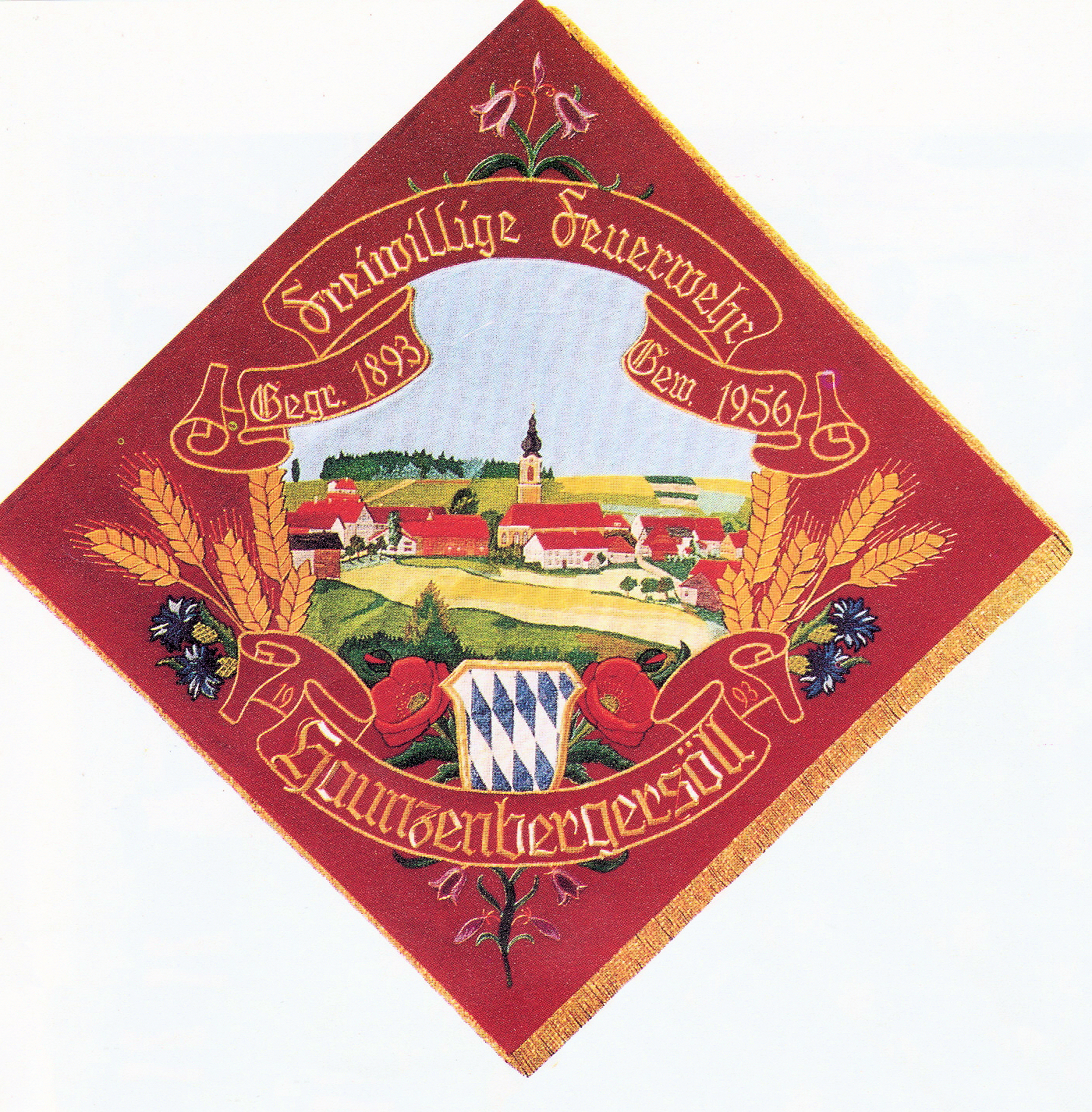
Fahne der Freiwilligen Feuerwehr von 1956 (Foto von 1993)
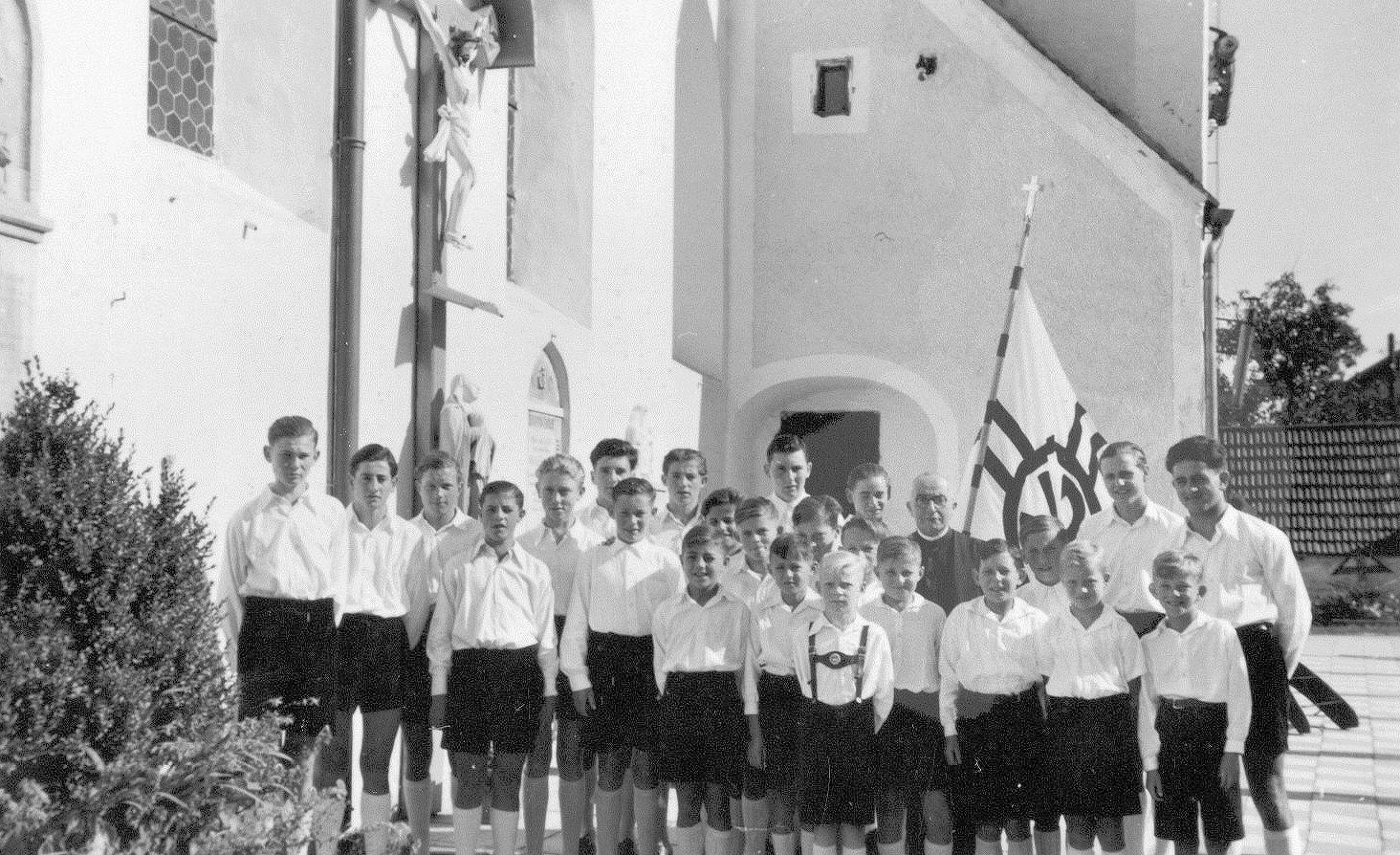
Kirchenchor 1952
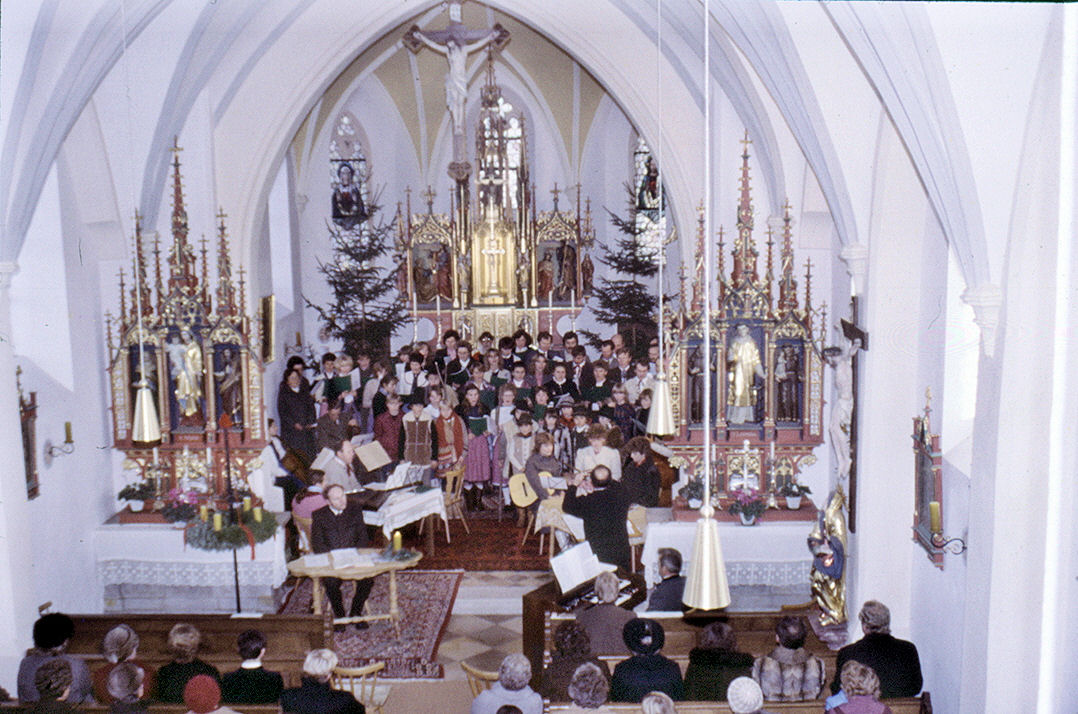
Adventssingen des Kirchenchors 1983
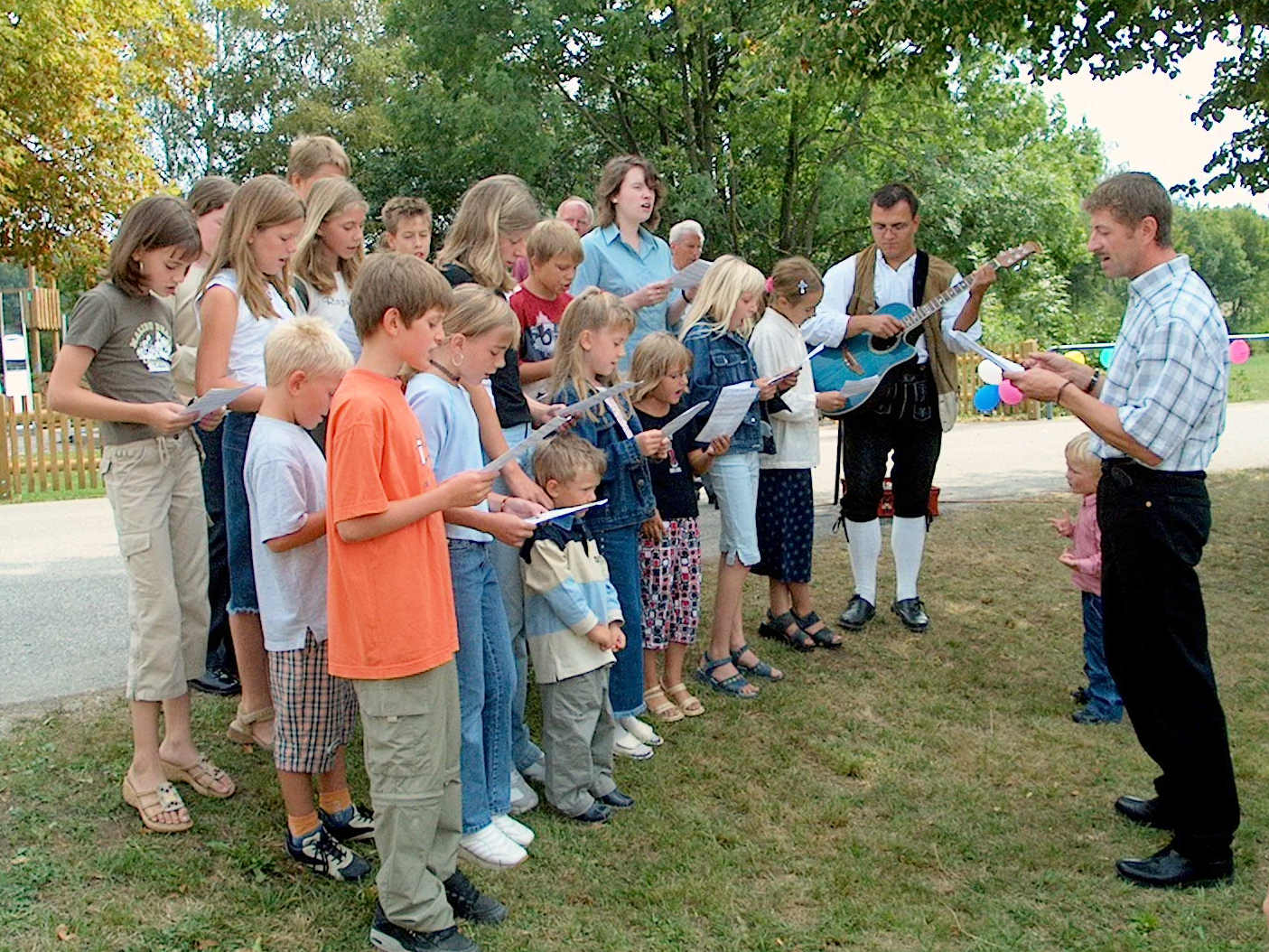
Söller Kinderchor 2003
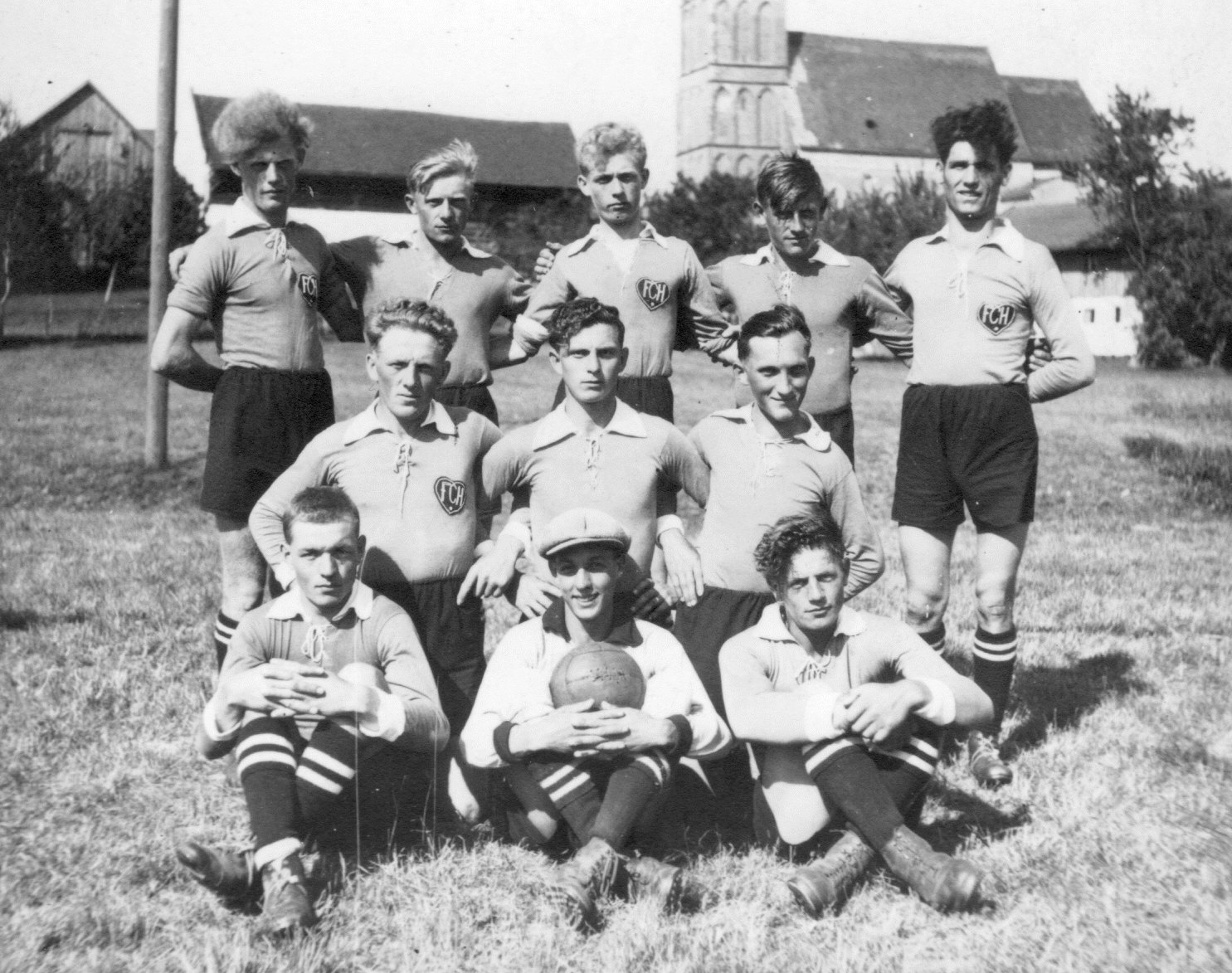
FC Haunzenbergersöll 1933
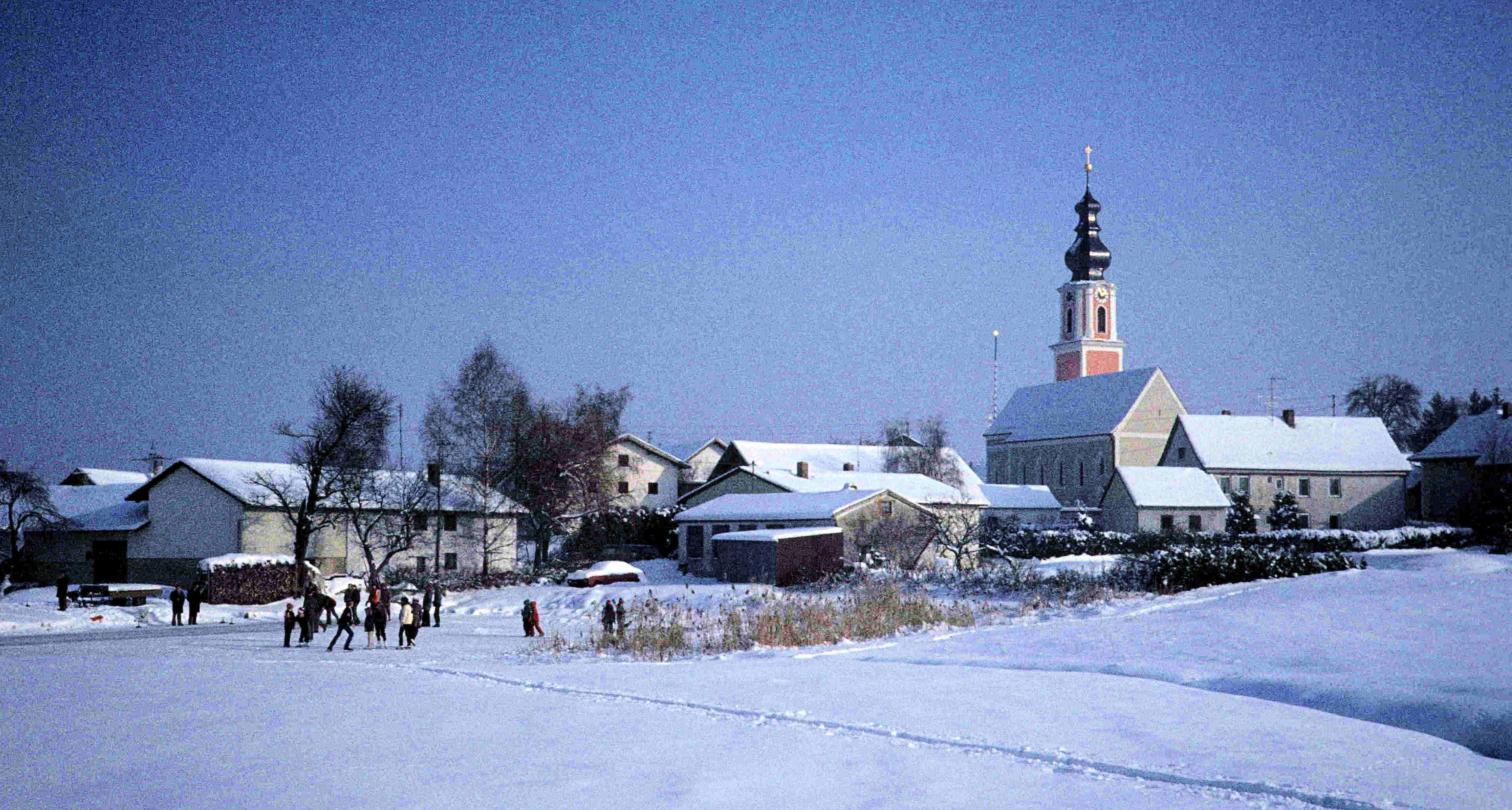
Söller Wintervergnügen auf dem Wirtsweiher 1986
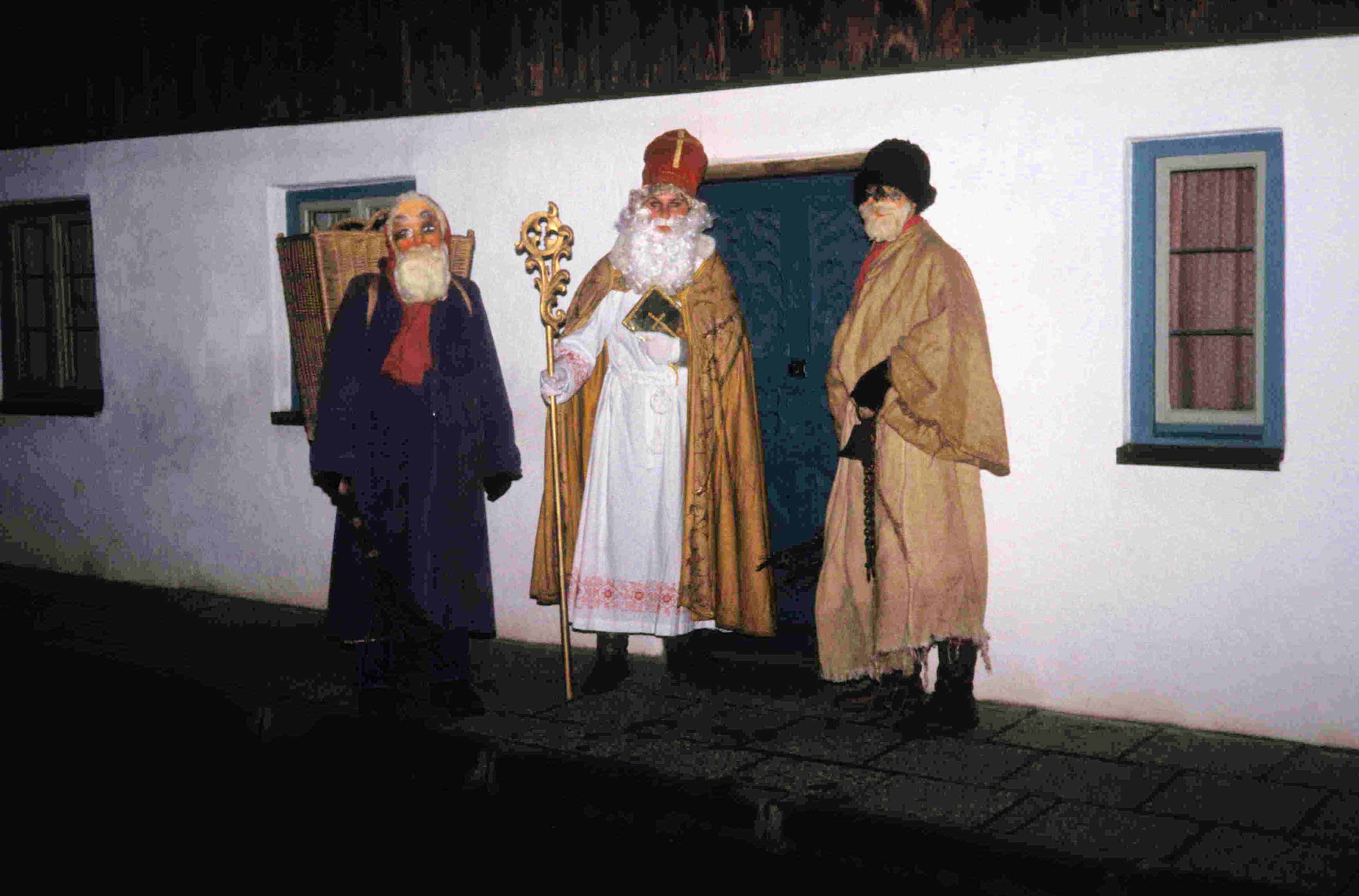
Söller Nikolaus, Krampus und Knecht Ruprecht 1986
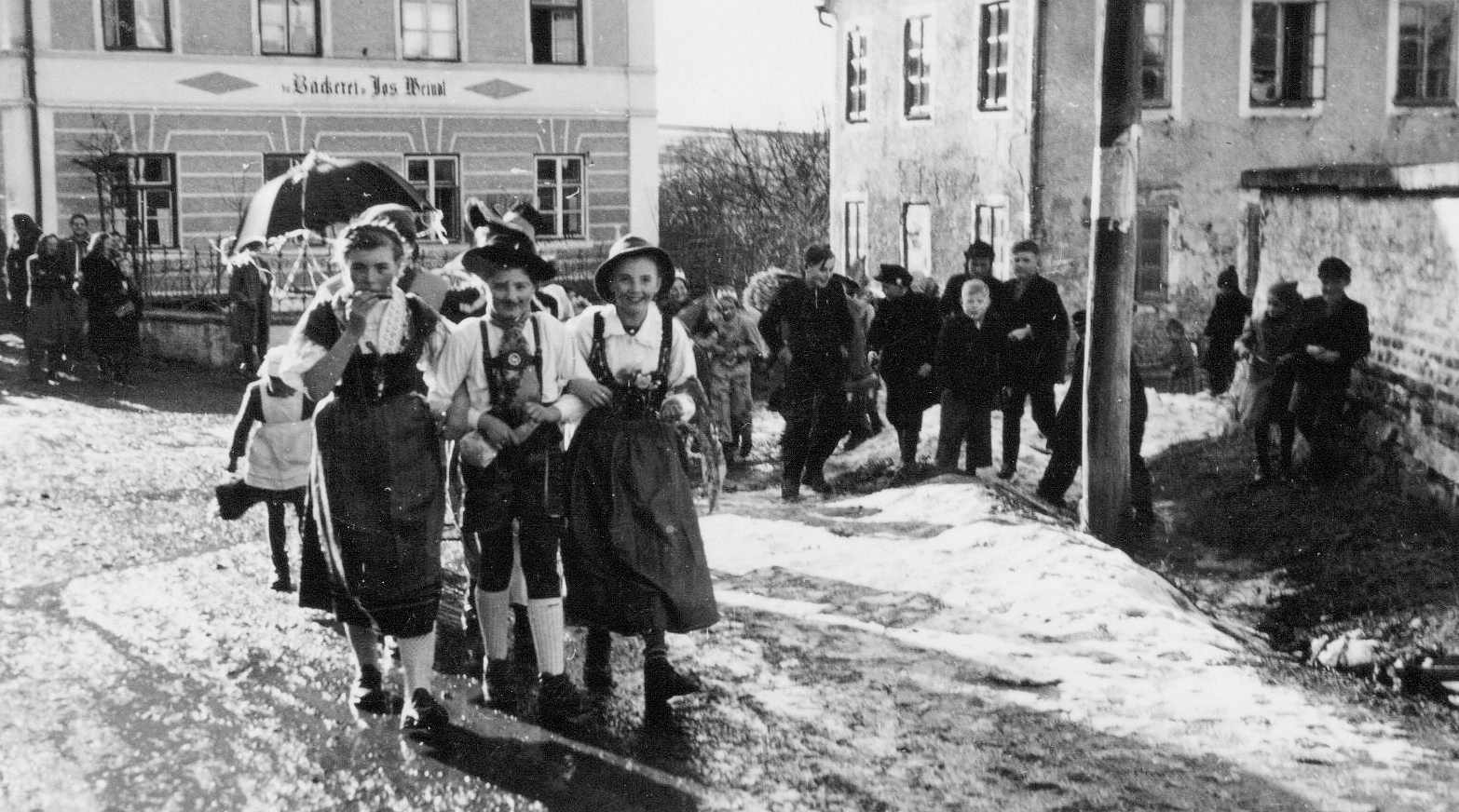
Söller Faschingstreiben 1952
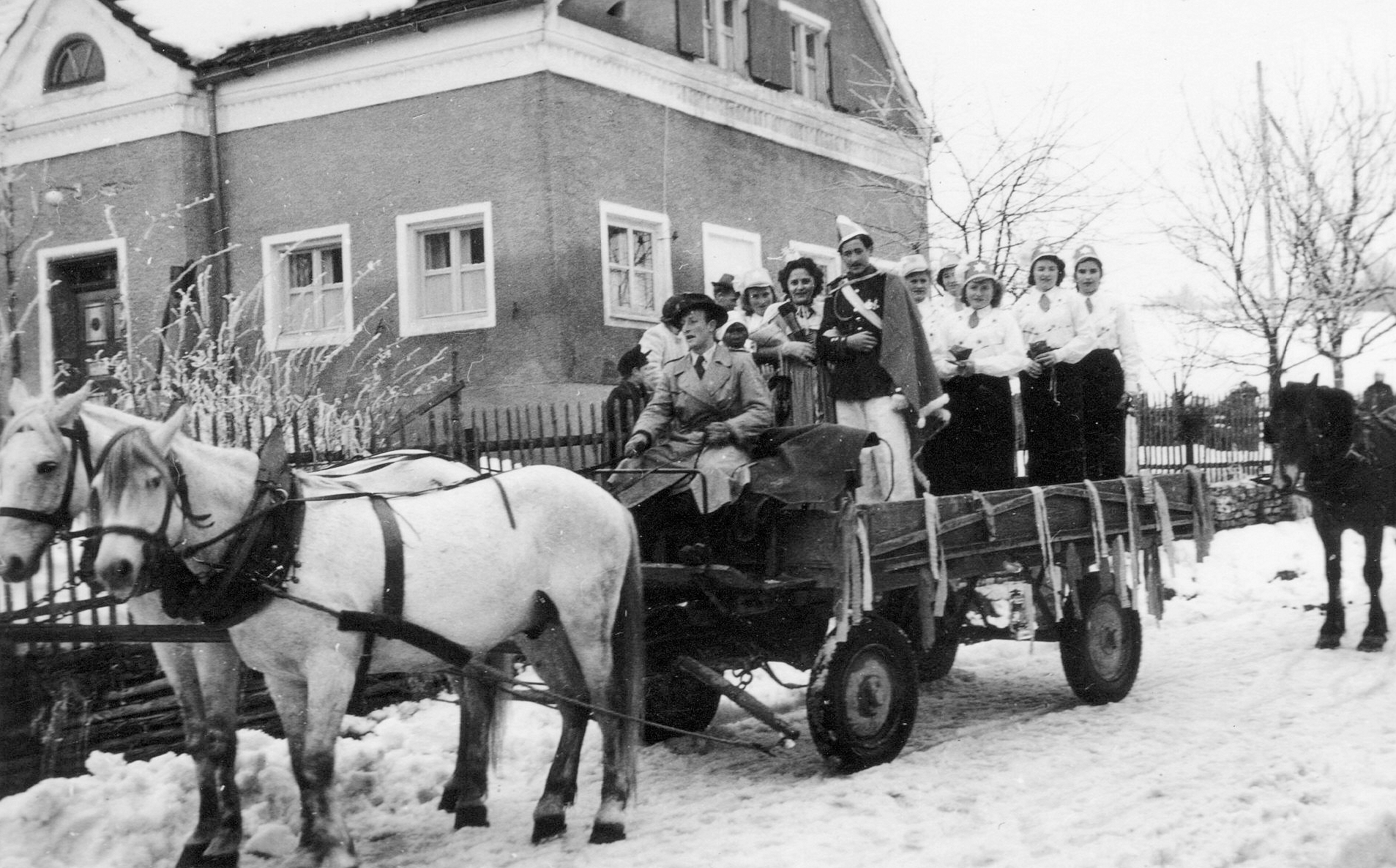
Söller Prinzengarde 1952
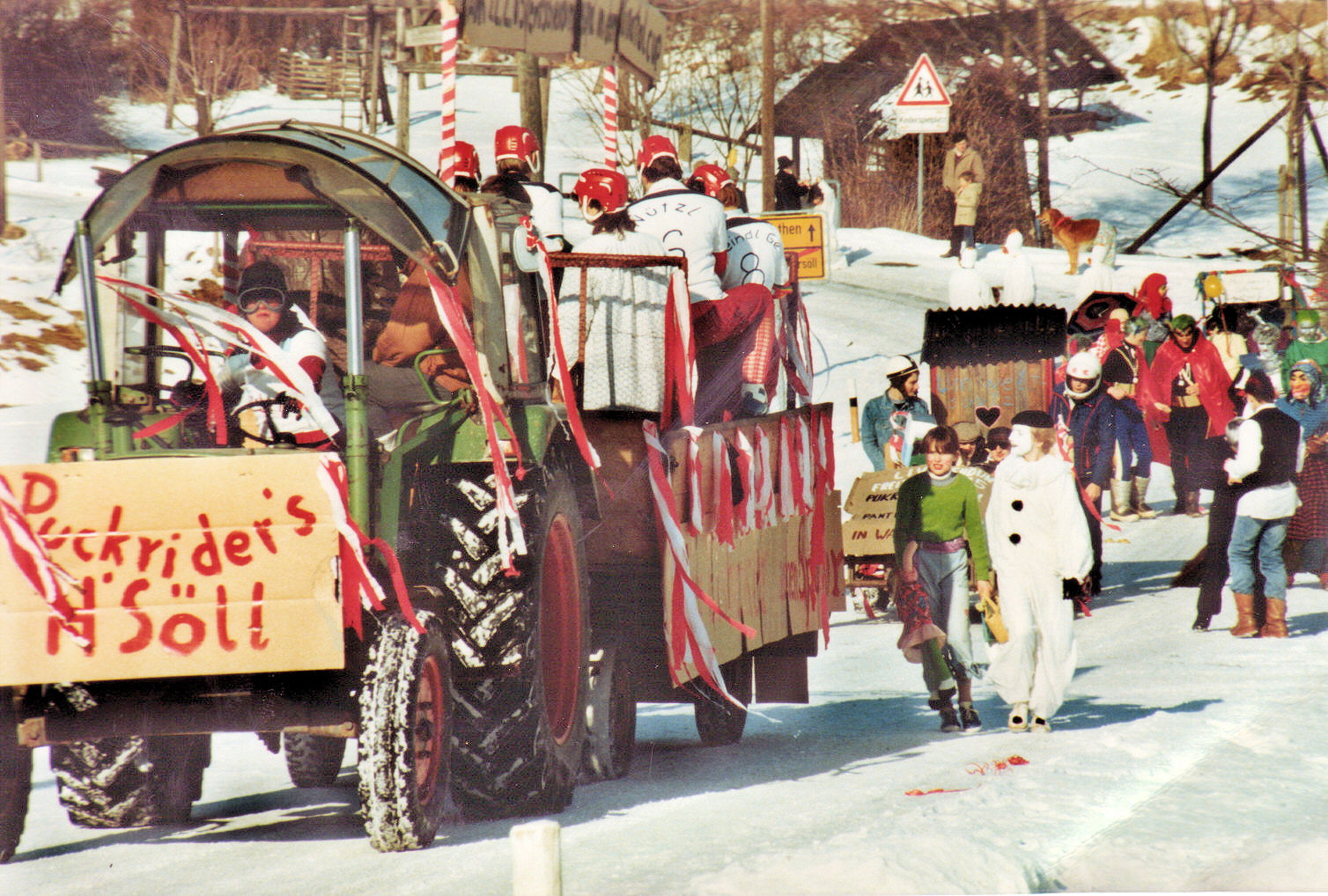
Söller Faschingsumzug 1985